# Tom Boswell
Tommy G. Boswell, detto Tom (Montgomery, 2 ottobre 1953), è un ex cestista statunitense, professionista nella NBA e in Italia.

## Carriera
Venne selezionato dai Boston Celtics al primo giro del Draft NBA 1975 (17ª scelta assoluta).
Con gli Stati Uniti disputò i Campionati mondiali del 1974.

## Palmarès
- Campionato NBA: 1

Boston Celtics: 1976
- Campionato italiano: 1

Pall. Cantù: 1980-81
- Coppa delle Coppe: 1

Pall. Cantù: 1980-81